# 露西卡墨頭魚
露西卡墨頭魚（学名：Garra rossica）为輻鰭魚綱鯉形目鲤科的其中一種，分布於亞洲伊朗、阿富汗及巴基斯坦東部，棲息在中底層淡水水域。